# 포체인스
포체인스(Four-chains Inc.)는 2021년 창립된 대한민국의 IT기업이다.

## 역사
포체인스 대표(이정훈)는 2015년 SKKU 대수연구센터 및 카이스트 참여 연구원으로 암호 스키마 관련 대수공간에 대한 연구를 진행했고 현재 PHC암호의 기반이 되는 Modular form을 통한 새로운 암호 스키마에 대한 수학적 증명을 2017년 완료했다. 이후 암호 스키마를 기반으로 사업화를 진행하였고 그를 위해 2020년 7월 MCA(Mathematical Crypto Algorithm) 연구센터를 창립했다. 다양한 암호 연구를 위하여 MCA 연구센터에서는 암호, 블록체인, 머신러닝, 딥러닝 등을 연구하였고 2021년 2월 연구인력을 충원하여 A.I 솔루션 부서를 개설하였고 핵심 솔루션인 데이터 보안 플랫폼 모듈러스를 개발 완료했다. 2021년 9월 23일 MCA 연구센터에서 포체인스 주식회사로 법인화를 진행했고 포체인스는 2021년 9월 경기도 고양시 소규모 사무실에서 R&D 연구소와 개발 본부를 구성하여 시작하였으며 2022년 6월에는 본사를 경기도 고양시 일산서구 킨텍스로 217-59(제2킨텍스), 오피스동 703호로 이전하였다. 포체인스는 수학 기반 알고리즘 연구를 바탕으로 암호 스키마, A.I 관련 알고리즘 개발 및 Blockchain 기반 데이터 보안 플랫폼을 개발하고 있는 IT기업이다.

## 주요제품
- 암호화 솔루션 (ECHC, MFC, PHC)[6]
- 모듈러스 보안 플랫폼 서비스
- 안티바이러스 백신 서비스
- 암호 스키마 서비스[7]
- 동형분석 플랫폼
- 프로브 백신, 압축 소프트웨어